# 貓南鰍
貓南鰍（學名：Schistura cataracta）為輻鰭魚綱鯉形目條鰍科南鰍屬的其中一種。分布於亞洲寮國的湄公河流域，體長可達6.7公分，棲息在水流湍急、礫石或沙底質的河川底層水域，生活習性不明。

## 扩展阅读
維基物種上的相關：貓南鰍